# Алессандро Буонджорно
Алессандро Буонджорно (італ. Alessandro Buongiorno, нар. 6 червня 1999, Турин) — італійський футболіст, центральний захисник клубу «Наполі» і молодіжної збірної Італії.

## Клубна кар'єра
Народився 6 червня 1999 року в місті Турин. Вихованець футбольної школи місцевого «Торіно». Дорослу футбольну кар'єру розпочав у сезоні 2017/18 в основній команді того ж клубу.
Згодом для здобуття ігрової практики віддавався в оренду до друголігових «Карпі» і «Трапані».
Влітку 2020 року повернувся до «Торіно».

## Виступи за збірні
2016 року дебютував у складі юнацької збірної Італії (U-18), загалом на юнацькому рівні взяв участь у 26 іграх. У складі збірної 20-річних був учасником молодіжного чемпіонату світу 2019, де італійці дійшли до півфіналу, де поступилися майбутнім переможцям турніру одноліткам з України.
З 2020 року залучається до складу молодіжної збірної Італії. На молодіжному рівні зіграв у 2 офіційних матчах.

## Статистика виступів

### Статистика клубних виступів
Станом на 23 грудня 2020 року
| Сезон             | Команда           | Чемпіонат         | Чемпіонат | Чемпіонат | Національний кубок | Національний кубок | Національний кубок | Континентальні кубки | Континентальні кубки | Континентальні кубки | Інші змагання | Інші змагання | Інші змагання | Усього | Усього |
| Сезон             | Команда           | Ліга              | Ігор      | Голів     | Ліга               | Ігор               | Голів              | Ліга                 | Ігор                 | Голів                | Ліга          | Ігор          | Голів         | Ігор   | Голів  |
| ----------------- | ----------------- | ----------------- | --------- | --------- | ------------------ | ------------------ | ------------------ | -------------------- | -------------------- | -------------------- | ------------- | ------------- | ------------- | ------ | ------ |
| 2017–18           | «Торіно»          | A                 | 1         | 0         | КІ                 | -                  | -                  | -                    | -                    | -                    | -             | -             | -             | 1      | 0      |
| 2018–19           | «Карпі»           | B                 | 18        | 0         | КІ                 | 0                  | 0                  | -                    | -                    | -                    | -             | -             | -             | 18     | 0      |
| 2019-січ. 2020    | «Торіно»          | A                 | 0         | 0         | КІ                 | -                  | -                  | -                    | -                    | -                    | -             | -             | -             | 0      | 0      |
| січ.-черв. 2020   | «Трапані»         | B                 | 13        | 0         | КІ                 | -                  | -                  | -                    | -                    | -                    | -             | -             | -             | 13     | 0      |
| 2020–21           | «Торіно»          | A                 | 2         | 0         | КІ                 | 1                  | 0                  | -                    | -                    | -                    | -             | -             | -             | 3      | 0      |
| Усього за Torino  | Усього за Torino  | Усього за Torino  | 3         | 0         |                    | 1                  | 0                  |                      | 0                    | 0                    |               | -             | -             | 4      | 0      |
| Усього за кар'єру | Усього за кар'єру | Усього за кар'єру | 34        | 0         |                    | 1                  | 0                  |                      | -                    | -                    |               | -             | -             | 35     | 0      |

### Статистика виступів за збірну
Станом на 9 вересня 2024 року